# Меморіальна премія імені Едварда Е. Сміта «Небесний жайворонок»
Меморіальна премія Едварда Е. Сміта за високохудожню фантастику (неофіційна скорочена назва — «Небесний жайворонок») — премія в області фантастичної літератури, яку присуджує з 1966 рік Науково-фантастична асоціація Нової Англії (NESFA) шляхом щорічного голосування членів асоціації. Назва «Небесний жайворонок» (англ. «Sky» — «небо», англ. «lark» — «жайворонок») відсилає до першого роману Едварда «Дока» Сміта «Небесний жайворонок» (1928). Згідно з офіційною позицією NESFA, премію присуджують за внесок у розвиток фантастики авторам, чия творчість і особистісні риси характеру є прикладом того, що Сміт найбільш цінував в людях. Водночас під цей нечіткий критерій не потрапили такі знамениті автори, як Роберт Гайнлайн та Артур Кларк.
Лауреати премії оголошуються щорічно на конвенті «Боскон» в Бостоні. Переможцю вручається як нагорода статуетка, що має вигляд великої лінзи на підставці. Як правило, автори отримують премію одноразово, винятком на цей час є лише Гол Клемент, що двічі з великою перервою ставав лауреатом.

## Лауреати премії за роками
- 1966 Фредерик Пол
- 1967 Айзек Азімов
- 1968 Джон В. Кемпбелл-молодший
- 1969 Гол Клемент
- 1970 Джуді-Лінн Бенджамін дель Рей[en] (посмертно) (редактор)
- 1971 не присуджувалася
- 1972 Лестер дель Рей
- 1973 Ларрі Нівен
- 1974 Бен Бова
- 1975 Гордон Р. Діксон
- 1976 Енн Маккефрі
- 1977 Джек Гоен
- 1978 Спайдер Робінсон
- 1979 Дейвід Джерролд
- 1980 Джек Л. Чокер[en]
- 1981 Френк Келлі Фріз (художник-ілюстратор)
- 1982 Пол Андерсон
- 1983 Андре Нортон
- 1984 Роберт Сілвеберґ
- 1985 Джек Вільямсон
- 1986 Вілсон Такер
- 1987 Вінсент Ді Фейт (художник-ілюстратор)
- 1988 Керолайн Черрі
- 1989 Джин Вулф
- 1990 Джейн Йолен
- 1991 Дейвід Черрі[en] (художник-ілюстратор)
- 1992 Орсон Скотт Кард
- 1993 Том Догерті
- 1994 Естер М. Фріснер[en]
- 1995 Майк Резник
- 1996 Джо Голдеман и Джек Голдеман
- 1997 Гол Клемент
- 1998 Джеймс Вайт
- 1999 Боб Еґґлтон (художник-ілюстратор)
- 2000 Брюс Ковілл
- 2001 Еллен Ошер
- 2002 Дейвід Ленґфорд
- 2003 Патрик[en] и Тереза Нільсен Гайден (редактори)
- 2004 Джордж Мартин
- 2005 Тамора Пірс
- 2006 Дейвід Гартвелл[en] (редактор)
- 2007 Бес Мічем
- 2008 Чарльз Штросс
- 2009 Террі Претчетт
- 2010 Омар Раян
- 2011 Лоїс Макмастер Буджолд
- 2012 Стів Міллер[en] та Шерон Лі[en]
- 2013 Джинджер Б'юкенен
- 2014 Роберт Соєр
- 2015 Моше Федер (редактор)
- 2016 Ґерднер Дозуа
- 2017 Джо Волтон
- 2018 Деніел М. Кіммел[en]
- 2019 Мелінда М. Снодґрасс[en]
- 2020 Бетсі Воллгайм[en] (редактор)
- 2021 Ентоні Р.Льюїс (Anthony R. Lewis)
- 2022 Мері Робінетт Коваль[en]
- 2023 Джон Скалці
- 2024 Еллен Кушнер та Делія Шермен